# Pentacentrus velutinus
Pentacentrus velutinus är en insektsart som beskrevs av Lucien Chopard 1937. Pentacentrus velutinus ingår i släktet Pentacentrus och familjen syrsor. Inga underarter finns listade i Catalogue of Life.